# أفرقة
الأفرقة (جعل شيء ما أفريقي) في سياقات مختلفة، لا سيما في التسمية الجغرافية والشخصية وفي تكوين الخدمة المدنية، على سبيل المثال. عبر عمليات مثل التوطين.

## أفرقة الأسماء
أشارت الأفرقة إلى تعديل أسماء الأماكن والأسماء الشخصية لتعكس هوية «أفريقية». وفي بعض الحالات، لا تعد التغييرات تغييرا في الترجمة الصوتية بدلا من الاسم الأوروبي.
في كثير من الحالات خلال الفترة الاستعمارية، كانت أسماء الأماكن الأفريقية منكلزة (من الإنجلزة) أو مفرنسة.

### أسماء الأماكن

#### أسماء البلدان
وقد شهدت بلدان أفريقية مختلفة تغيرات في الاسم خلال القرن الماضي نتيجة للتوحيد والانفصال والأقاليم التي تكتسب السيادة وتغييرات في النظام.
| الاسم السابق                                  | السنة | الاسم الحالي                     |
| --------------------------------------------- | ----- | -------------------------------- |
| جمهورية داهومي                                | 1975  | جمهورية بنين                     |
| محمية بتشوانالاند [الإنجليزية]                | 1966  | جمهورية بوتسوانا                 |
| جمهورية فولتا العليا                          | 1984  | بوركينا فاسو                     |
| أوبانغي-شاري [الإنجليزية]                     | 1960  | جمهورية أفريقيا الوسطى           |
| جمهورية زائير                                 | 1997  | جمهورية الكونغو الديمقراطية      |
| الكونغو الوسطى                                | 1960  | جمهورية الكونغو                  |
| صوماليلاند الفرنسية / إقليم عفر وعيسى الفرنسي | 1977  | جمهورية جيبوتي                   |
| ساحل الذهب                                    | 1957  | جمهورية غانا                     |
| غينيا الإسبانية                               | 1968  | جمهورية غينيا الاستوائية         |
| غينيا الفرنسية                                | 1958  | جمهورية غينيا                    |
| غينيا البرتغالية                              | 1974  | جمهورية غينيا بيساو              |
| إقليم باسوتولاند                              | 1966  | مملكة ليسوتو                     |
| محمية نياسالاند                               | 1964  | جمهورية مالاوي                   |
| السودان الفرنسي                               | 1960  | جمهورية مالي                     |
| جنوب غرب أفريقيا                              | 1990  | جمهورية ناميبيا                  |
| رواندا-أوروندي                                | 1962  | جمهورية رواندا / جمهورية بوروندي |
| زنجبار / تنجانيقا                             | 1964  | جمهورية تنزانيا المتحدة          |
| بوغندا [الإنجليزية]                           | 1962  | جمهورية أوغندا                   |
| رودسيا الشمالية                               | 1964  | جمهورية زامبيا                   |
| رودسيا الجنوبية                               | 1980  | جمهورية زيمبابوي                 |

#### أسماء الأماكن الأخرى
- جزيرة فرناندو بو تغيرت إلى جزيرة بيوكو
- تغير اسم ليوبولدفيل ليصبح كينشاسا

## التوطين باللغات الأفريقية
وقد تم تطبيق مصطلح «الأفرقة»، الذي يختصر باسم "A12n"، على مناقشة تدويل وتوطين البرامج والمحتوى باللغات الأفريقية.